# Isorropus celena
Isorropus celena là một loài bướm đêm thuộc phân họ Arctiinae, họ Erebidae.